# アイ・ドント・サーチ・アイ・ファインド
「アイ・ドント・サーチ・アイ・ファインド」 (I Don't Search I Find) は、マドンナの楽曲。14枚目のスタジオ・アルバムである『マダムX』から、主にイタリアのラジオプレイ向けに4枚目のシングルとしてカットされた。
全米ビルボードダンス・チャートにおいて自身50曲目となる1位を獲得した。この記録は同チャートにおける歴代1位の記録であるほか、本曲が自身にとって2020年代初の1位になった事によって、1980年代から2020年代までの5年代で1位を獲得するという史上初の快挙も達成した。同チャートには15週チャートインするクラブ・ヒットになった。

## トラック・リスト
デジタル・ダウンロード
- Honey Dijon Remixes EP

1. I Don't Search I Find (Honey Dijon Remix) - 6:58
2. I Don't Search I Find (Honey Dijon Clubmix) - 6:07
3. I Don't Search I Find (Honey Dijon Radiomix) - 5:22

- Remixes EP

1. I Don't Search I Find (Endor Remix) - 5:29
2. I Don't Search I Find (DJLW Remix) - 4:29
3. I Don't Search I Find (Kue Remix) -  6:25
4. I Don't Search I Find (Chris Cox Remix) - 6:53
5. I Don't Search I Find (Offer Nissim Remix) - 6:38